# Diócesis de Ajmer
La diócesis de Ajmer (en latín: Dioecesis Aimerensis y en inglés: Roman Catholic Diocese of Ajmer) es una circunscripción eclesiástica de la Iglesia católica en India. Se trata de una diócesis latina, sufragánea de la arquidiócesis de Agra. Desde el 3 de noviembre de 2012 su obispo es Pius Thomas D'Souza.

## Territorio y organización
La diócesis tiene 146 680 km² y extiende su jurisdicción sobre los fieles católicos de rito latino residentes en 12 distritos del estado de Rayastán: Ajmer, Jodhpur, Kota, Barmer, Bundi, Jalor, Jhalwar, Pali, Sirohi, Tonk, Jaisalmer y Baran.
La sede de la diócesis se encuentra en la ciudad de Ajmer, en donde se halla la Catedral de la Inmaculada Concepción.
En 2020 en la diócesis existían 12 parroquias.

## Historia
La misión de Rajputana fue establecida en julio de 1890 y confiada al cuidado de los frailes capuchinos de la provincia de París bajo la supervisión de los arzobispos de Agra, de quienes la misión aún dependía formalmente. El 17 de marzo de 1892 la misión se independizó y fue erigida como una prefectura apostólica, con el decreto Cum Archidioecesis Agraensis de la Congregación de Propaganda Fide.
El 22 de mayo de 1913, en virtud del breve Mandatum illud del papa Pío X, la prefectura apostólica fue elevada a diócesis con el nombre de diócesis de Ajmer.
El primer obispo fue el misionero capuchino francés Fortunat-Henri Caumont, que gobernó la diócesis hasta su muerte en 1930, mientras realizaba una visita pastoral a Indore. Bajo su episcopado el número de católicos pasó de 3102 a 7464; para la educación y asistencia caritativa a la población de la diócesis, fundó las Siervas del Señor y las Hermanas Misioneras de Ajmer.
El 11 de marzo de 1935 cedió una porción de su territorio para la erección de la prefectura apostólica de Indore (hoy diócesis de Indore) mediante la bula Salutis animarum del papa Pío XI.
El 13 de mayo de 1955, como resultado del decreto Cum Excellentissimus de la Congregación de Propaganda Fide, asumió el nombre de diócesis de Ajmer y Jaipur.
El 13 de septiembre de 1963 cedió otra porción de su territorio para la erección de la arquidiócesis de Bhopal mediante la bula Qui divino consilio del papa Pablo VI.
El 2 de abril de 1973 cedió el distrito de Guna al exarcado apostólico de Sagar (hoy eparquía de Sagar) mediante el decreto De bono animarum.
El 11 de marzo de 1981 cedió el distrito de Mandsaur a la diócesis de Indore.
El 3 de diciembre de 1984 cedió otra porción de su territorio para la erección de la diócesis de Udaipur mediante la bula In gravissimis muneris del papa Juan Pablo II.
El 20 de julio de 2005, como consecuencia de la bula Evangelicum studium del papa Benedicto XVI, la diócesis se dividió, dando lugar a la diócesis con la denominación actual y a la diócesis de Jaipur.

## Estadísticas
Según el Anuario Pontificio 2021 la diócesis tenía a fines de 2020 un total de 7680 fieles bautizados.
| Año                                                                             | Población            | Población  | Población      | Sacerdotes | Sacerdotes    | Sacerdotes    | Bautizados por sacerdote | Diáconos permanentes | Religiosos | Religiosos | Parroquias |
| Año                                                                             | Bautizados católicos | Total      | % de católicos | Total      | Clero secular | Clero regular | Bautizados por sacerdote | Diáconos permanentes | Varones    | Mujeres    | Parroquias |
| ------------------------------------------------------------------------------- | -------------------- | ---------- | -------------- | ---------- | ------------- | ------------- | ------------------------ | -------------------- | ---------- | ---------- | ---------- |
| 1950                                                                            | 7225                 | 10 893 212 | 0.1            | 52         | 27            | 25            | 138                      |                      |            | 66         | 4          |
| 1959                                                                            | 10 202               | 16 600 000 | 0.1            | 60         | 39            | 21            | 170                      |                      | 10         | 345        | 28         |
| 1970                                                                            | 17 875               | 20 500 000 | 0.1            | 72         | 57            | 15            | 248                      |                      | 30         | 471        | 14         |
| 1980                                                                            | 25 273               | 33 660 000 | 0.1            | 79         | 64            | 15            | 319                      |                      | 43         | 578        | 11         |
| 1990                                                                            | 9846                 | 31 500 000 | 0.0            | 58         | 37            | 21            | 169                      |                      | 32         | 473        | 8          |
| 1999                                                                            | 12 459               | 40 323 500 | 0.0            | 72         | 49            | 23            | 173                      |                      | 33         | 555        | 8          |
| 2000                                                                            | 12 746               | 41 031 600 | 0.0            | 77         | 52            | 25            | 165                      |                      | 32         | 563        | 8          |
| 2001                                                                            | 12 869               | 46 435 014 | 0.0            | 80         | 53            | 27            | 160                      |                      | 33         | 551        | 11         |
| 2002                                                                            | 13 119               | 46 899 364 | 0.0            | 82         | 54            | 28            | 159                      |                      | 34         | 558        | 11         |
| 2003                                                                            | 13 206               | 46 888 150 | 0.0            | 82         | 52            | 30            | 161                      |                      | 38         | 604        | 12         |
| 2004                                                                            | 13 286               | 43 550 000 | 0.0            | 79         | 49            | 30            | 168                      |                      | 38         | 593        | 12         |
| 2006                                                                            | 9190                 | 17 606 347 | 0.1            | 43         | 33            | 10            | 213                      |                      | 15         | 376        | 8          |
| 2012                                                                            | 9320                 | 19 827 000 | 0.0            | 52         | 38            | 14            | 179                      |                      | 21         | 418        | 10         |
| 2015                                                                            | 9980                 | 22 360 000 | 0.0            | 59         | 38            | 21            | 169                      |                      | 28         | 470        | 14         |
| 2017                                                                            | 7680                 | 23 697 200 | 0.0            | 71         | 50            | 21            | 108                      |                      | 24         | 471        | 12         |
| 2018                                                                            | 7521                 | 23 208 860 | 0.0            | 71         | 48            | 23            | 105                      |                      | 26         | 458        | 12         |
| 2020                                                                            | 7680                 | 23 697 200 | 0.0            | 71         | 50            | 21            | 108                      |                      | 24         | 471        | 12         |
| Fuente: Catholic-Hierarchy, que a su vez toma los datos del Anuario Pontificio. |                      |            |                |            |               |               |                          |                      |            |            |            |

## Episcopologio
- Bertrand Radigue, O.F.M.Cap. † (1892-1903 renunció)
- Fortunat-Henri Caumont, O.F.M.Cap. † (27 de enero de 1903-4 de abril de 1930 falleció)
- Mathurin-Pie Le Ruyet, O.F.M.Cap. † (8 de junio de 1931-16 de julio de 1938 renunció[nota 1])
- Guy-Léandre Le Floch, O.F.M.Cap. † (13 de junio de 1939-9 de agosto de 1946 falleció)
  - Sede vacante (1946-1949)
- Leo D'Mello † (21 de abril de 1949-15 de noviembre de 1978 retirado)
- Ignatius Menezes (15 de noviembre de 1978-3 de noviembre de 2012 retirado)
- Pius Thomas D'Souza, desde el 3 de noviembre de 2012